# Polydesmus noricus
Polydesmus noricus är en mångfotingart som beskrevs av Robert Latzel 1884. Polydesmus noricus ingår i släktet Polydesmus och familjen plattdubbelfotingar. Inga underarter finns listade i Catalogue of Life.